# سوبيلانا

علم البلدية

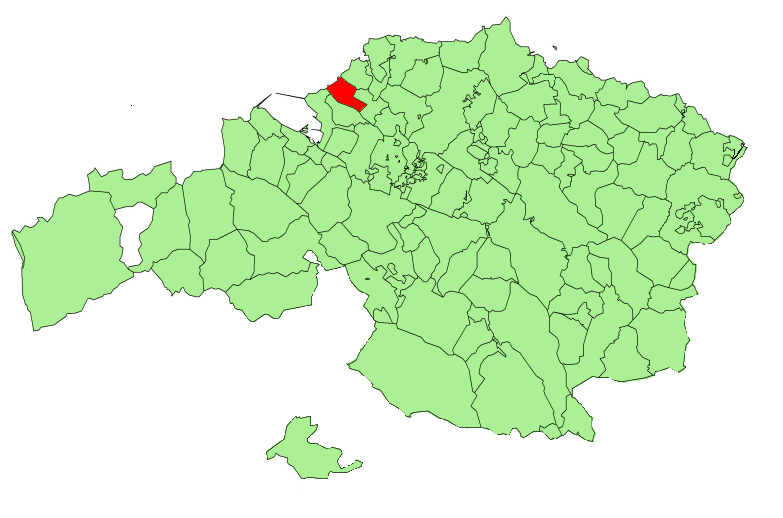
موقع البلدية.

بلدية سوبيلانا (بالإسبانية: Sopelana)‏ هي بلدية تقع في مقاطعة بيسكاي, التي تقع في منطقة الباسك شمالي إسبانيا.

## أعلام
- أرماندو ريفيرو

## وصلات خارجية
- (بالإسبانية)